# Acanthodasys fibrosus
Acanthodasys fibrosus är en djurart som tillhör fylumet bukhårsdjur, och som beskrevs av Clausen 2004. Acanthodasys fibrosus ingår i släktet Acanthodasys och familjen Thaumastodermatidae. Inga underarter finns listade i Catalogue of Life.